# ضابط صف

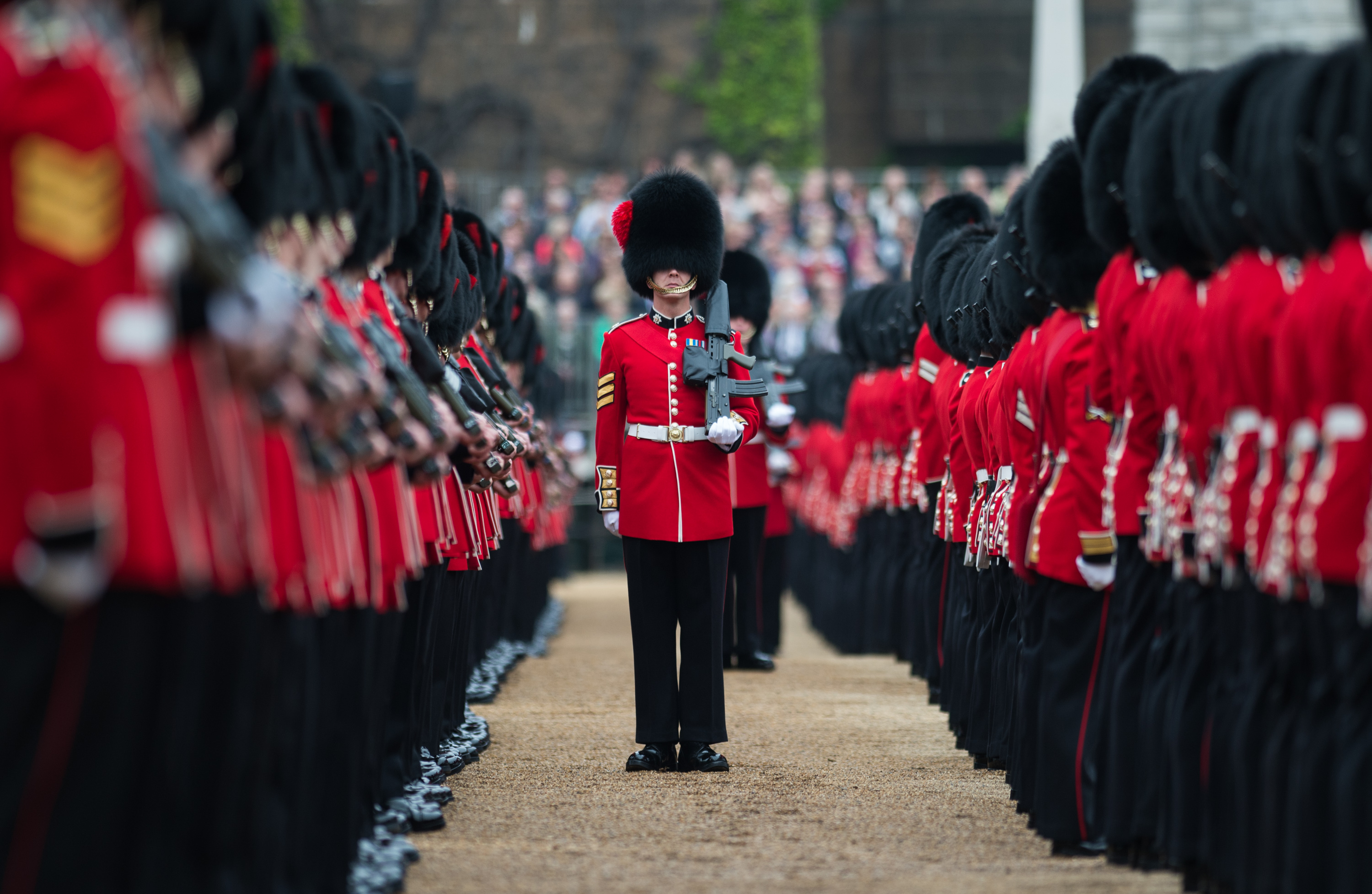
رقيب من حرس كولدستريم يخاطب الرتب خلال بروفة الاحتفال بحفل قوات اللون

ضابط صف هو ضابط عسكري. عادة ما يحصل ضباط الصف على مناصبهم من خلال الترقية من رتب المجندين. وضابط الصف رتبة قيادية وإدارية على مجموعة من الجنود